# 可动遗传因子

细胞中的可动遗传因子（左）和基因水平转移方式（右）

可动遗传因子（英語：Mobile genetic elements，MGE）是指能在基因組内转移的一类DNA，包括:
- 转座子（也叫转座元件）
  - 反转录转座子（I型转座子）
  - DNA转座子（II型转座子）
- 质粒
- 噬菌体元件，比如Mu噬菌体（英语：Mu phage），能随机整合到基因组中
- II型内含子（英语：Group II intron）

一个基因组中的所有可动遗传因子统称为mobilome。巴巴拉·麦克林托克因其“发现可移动的遗传元素”而获得1983年诺贝尔生理学或医学奖。
可动遗传因子在毒力因子如外毒素、胞外酶等在细菌之间的传播中起到了关键的作用。以这些特定的毒力因子和可移动遗传元件为靶标来治疗某些细菌感染的的策略已被提出。